# 华南理工大学校友列表
本列表收录华南理工大学（含华南工学院、华南化工学院、广东化工学院、广东电力专科学校、1970-1977年的广东工学院）的知名校友。根据《华南理工大学章程》第七十八条，校友是指在华南理工大学及前身院校学习或工作过的人员，以及被学校授予荣誉博士学位和荣誉职衔的中外各界人士。

## 知名毕业生
下表将人物粗分为数大类，并遵循各类人物不重叠的原则进行编辑，按入学年份进行排序。其中，1977级学生在1978年3月入学。

### 政军界
| 姓名   | 层次 | 就读时间  | 学院/系/所                 | 专业               | 简介、主要经历 | 来源   |
| ------ | ---- | --------- | -------------------------- | ------------------ | --- | ------ |
| 柳河生 | 本科 | 1961-1962 | 化工机械系                 | 化工机械           | 中国人民解放军少将，曾任中国人民解放军湖北省军区副司令员                                                               | [ 2 ]  |
| 陈孙文 | 本科 | 1964-1969 | 化学系                     | 化纤               | 曾任海南省人大常委会副主任、三亚市人民政府市长                                                                         | [ 3 ]  |
| 何正拔 | 本科 | ？-1969   | 机械系                     | 机械铸造           | 梅州市关工委主任，曾任梅州市人民政府市长、广东省政协常委及港澳台侨胞委员会副主任                                       | [ 4 ]  |
| 魏钢   | 本科 | 1970-1973 | 机械系                     | 机械制造           | 中国人民解放军空军少将，曾任中国人民解放军空军装备部部长、中国人民解放军空军装备研究院院长                             | [ 5 ]  |
| 李竟先 | 本科 | 1973-1976 | 重化工系                   | 陶瓷               | 广东中华职业教育社常务副主任，民盟中央常委、广东省委专职副主委兼秘书长，曾任华工材料学院副院长                         | [ 6 ]  |
| 李竟先 | 硕士 | 1987-1992 | 未知                       | 未知               | 广东中华职业教育社常务副主任，民盟中央常委、广东省委专职副主委兼秘书长，曾任华工材料学院副院长                         | [ 6 ]  |
| 李竟先 | 博士 | 1999-2004 | 材料科学与工程学院         | 材料学             | 广东中华职业教育社常务副主任，民盟中央常委、广东省委专职副主委兼秘书长，曾任华工材料学院副院长                         | [ 6 ]  |
| 张群山 | 本科 | 1973-1977 | 机械系                     | 机械制造工艺及设备 | 曾任贵州省人民政府副省长、贵州省经济贸易委员会主任、贵州省人大常委会党组书记                                           | [ 7 ]  |
| 张群山 | 硕士 | 1995-1998 | 工商管理学院               | 工商管理           | 曾任贵州省人民政府副省长、贵州省经济贸易委员会主任、贵州省人大常委会党组书记                                           | [ 7 ]  |
| 陈成   | 本科 | 1974-1977 | 化工系                     | 无机化工           | 曾任海口市人民政府市长、海南省政协副主席、党组副书记                                                                   | [ 8 ]  |
| 刘真学 | 本科 | 1974-1978 | 建筑工程系                 | 工业与民用建筑     | 中国人民解放军少将，曾任中国人民解放军成都军区联勤部副部长                                                             | [ 9 ]  |
| 徐宏亮 | 本科 | 1976-1980 | 自动化系                   | 自动控制           | 中国人民解放军少将，曾任西昌卫星发射中心主任、总装备部司令部副参谋长、太原卫星发射中心主任                             | [ 10 ] |
| 刘一民 | 本科 | 1976-1980 | 电力系                     | 工业电气自动化     | 曾任贵州省人大常委会办公厅主任、中共六盘水市委书记                                                                     | [ 11 ] |
| 李卓彬 | 本科 | 1978-1982 | 建筑学系                   | 建筑学             | 中国侨联副主席，致公党中央副主席，曾任广东省建筑设计研究院院长、广州市人民政府副市长                                   | [ 12 ] |
| 徐建华 | 本科 | 1978-1982 | 机械工程二系               | 铸造工艺与设备     | 曾任中共东莞市委书记、东莞市人大常委会主任、韶关市人民政府市长、中共韶关市委书记                                       | [ 13 ] |
| 蒙晓灵 | 本科 | 1978-1982 | 无机非金属材料科学与工程系 | 胶凝材料           | 海南省政协副主席，民建海南省委会主委，海南省社会主义学院院长                                                           | [ 14 ] |
| 许瑞生 | 本硕 | 1979-1986 | 建筑学系                   | 建筑学             | 广东省人民政府副省长、广东省政协副主席，曾任广东省城乡规划设计研究院副院长兼总工程师                                   | [ 15 ] |
| 李灿烽 | 本科 | 1979-1983 | 建筑工程系                 | 建筑结构工程       | 曾任澳门特别行政区土地工务运输局局长                                                                                   | [ 16 ] |
| 李灿烽 | 博士 | 1999-2008 | 建筑学院土木工程系         | 结构工程           | 曾任澳门特别行政区土地工务运输局局长                                                                                   | [ 16 ] |
| 李贻伟 | 本科 | 1981-1985 | 轻化工程系                 | 制浆造纸           | 广州市政协主席，曾任佛山市人民政府市长、中共惠州市委书记、广东省人民政府副秘书长                                       | [ 17 ] |
| 李贻伟 | 硕士 | 1985-1988 | 轻化工研究所               | 制浆造纸           | 广州市政协主席，曾任佛山市人民政府市长、中共惠州市委书记、广东省人民政府副秘书长                                       | [ 17 ] |
| 梁伟发 | 大专 | 1982-1984 | 管理工程系                 | 工业企业管理       | 曾任广东省政协副主席、广东省公安厅厅长、广东省社工委副主任                                                             | [ 18 ] |
| 陈建军 | 硕士 | 1986-1989 | 化学工程研究所             | 化学反应工程       | 广西壮族自治区自然资源厅厅长，曾任广西壮族自治区旅游局局长、广西壮族自治区国土资源厅厅长                               | [ 19 ] |
| 温国辉 | 硕士 | 1987-1990 | 管理工程系                 | 工业管理工程       | 广东省政协副主席，曾任中共汕尾市委书记、广东省人民政府副省长、广州市人民政府市长                                       | [ 20 ] |
| 欧阳瑜 | 本科 | 1988-1992 | 计算机系                   | 计算机及应用       | 澳门特别行政区社会文化司司长                                                                                           | [ 21 ] |
| 曾颖如 | 硕士 | 1992-1994 | 应用化学系                 | 应用电化学         | 广东省文化和旅游厅副厅长，广东省文物局局长，曾任共青团广东省委书记、省青联主席                                         | [ 22 ] |
| 谢京   | 硕士 | 1994-1997 | 建筑工程系                 | 结构工程           | 海南省科技厅厅长，曾任海南省发展控股有限公司董事长、总经理                                                             | [ 23 ] |
| 马文田 | 博士 | 1994-1999 | 建筑工程系                 | 结构工程           | 广东省自然资源厅副厅长，曾任广州市人民政府副市长、中共汕头市委书记                                                     | [ 24 ] |
| 卓志强 | 硕士 | 1995-1998 | 工商管理学院               | 工商管理           | 广东省民政厅厅长，曾任云浮市人民政府市长                                                                               | [ 25 ] |
| 徐彬   | 博士 | 1996-2000 | 建筑学院                   | 结构工程           | 云南省政协副主席，民盟云南省委会主委，云南省社会主义学院院长，曾任云南开放大学校长、云南省科技厅厅长                   | [ 26 ] |
| 黄喜忠 | 硕士 | 1997-1999 | 工商管理学院               | 工商管理           | 中共江西省委常委、省委统战部部长，曾任清远市人民政府市长、南昌市人民政府市长                                           | [ 27 ] |
| 黄喜忠 | 博士 | 2002-2006 | 工商管理学院               | 管理科学与工程     | 中共江西省委常委、省委统战部部长，曾任清远市人民政府市长、南昌市人民政府市长                                           | [ 27 ] |
| 童光毅 | 硕士 | 1998-2001 | 工商管理学院               | EMBA               | 国家能源局电力安全监管司司长，曾任玉树藏族自治州副州长                                                                 | [ 28 ] |
| 蔡朝林 | 硕士 | 1999-2001 | 工商管理学院               | 工商管理           | 贵州省人民政府副省长，曾任广东省航运集团有限公司总经理、广东物资集团公司董事长、广州市人民政府副市长、中共揭阳市委书记 | [ 29 ] |
| 郭元强 | 博士 | 1999-2002 | 材料科学与工程学院         | 材料学             | 中共武汉市委书记，曾任广东省商务厅厅长、中共珠海市委书记、江苏省人民政府副省长                                         | [ 30 ] |
| 吴永泉 | 未知 | 2000-2002 | 机械工程学院               | 机械制造及自动化   | 泰王国驻华大使馆公使衔参赞，泰国投资促进委员会广州办事处主任                                                           | [ 31 ] |
| 吴永泉 | 硕士 | 2000-2002 | 工商管理学院               | EMBA               | 泰王国驻华大使馆公使衔参赞，泰国投资促进委员会广州办事处主任                                                           | [ 31 ] |
| 李兴华 | 博士 | 2001-2004 | 工商管理学院               | 管理科学与工程     | 曾任广东省科技厅厅长、党组书记                                                                                         | [ 32 ] |
| 万庆良 | 硕士 | 2002-2006 | 工商管理学院               | EMBA               | 曾任中共广东省委常委、中共广州市委书记、广州市人民政府市长                                                             | [ 33 ] |
| 万庆良 | 博士 | ？-2009   | 工商管理学院               | 管理科学与工程     | 曾任中共广东省委常委、中共广州市委书记、广州市人民政府市长                                                             | [ 33 ] |
| 汪象华 | 博士 | 2003-2006 | 工商管理学院               | 管理科学与工程     | 中国人民武装警察部队少将，武警部队纪委副书记，曾任武警部队政治部副主任、武警部队西藏自治区总队政委                     | [ 34 ] |
| 江凌   | 硕士 | 2005-2007 | 工商管理学院               | 企业管理           | 中共洛阳市委书记、中共河南省委常委，曾任清远市人民政府市长、珠海市人民政府市长、中共韶关市委书记、中共广东省委秘书长、 | [ 35 ] |
| 蓝佛安 | 硕士 | 2006-2009 | 政治与公共管理学院         | 行政管理           | 财政部部长，曾任中共韶关市委书记、广东省人民政府副省长、中共海南省委常委、山西省人民政府省长                           | [ 36 ] |
| 霍敏   | 硕士 | 2008-2011 | 法学院                     | 刑法学             | 福建省人民检察院检察长，曾任深圳市中级人民法院院长、广东省高级人民法院副院长                                           | [ 37 ] |

### 企业界
| 姓名   | 层次 | 就读时间  | 学院/系/所                 | 专业                 | 简介、主要经历 | 来源   |
| ------ | ---- | --------- | -------------------------- | -------------------- | --- | ------ |
| 伦志炎 | 本科 | 1952-1955 | 土木工程系                 | 未知                 | 曾任茂盛控股有限公司主席，福成地产公司、永伦集团有限公司创办人及总裁                                                               | [ 38 ] |
| 蔡建中 | 本科 | 1956-1958 | 建筑系                     | 建筑学               | 香港互太纺织控股有限公司董事局永远荣誉主席                                                                                         | [ 39 ] |
| 邓北生 | 本科 | 1963-1968 | 造船系                     | 船舶设计与制造       | 曾任粤海企业有限公司总经理、广东华侨信托投资公司副董事长、总经理                                                                   | [ 40 ] |
| 王杏生 | 本科 | 1963-1968 | 化工系                     | 无机化工             | 泰国王氏宗亲总会理事长，利士中轮胎集团有限公司总裁，三攀化学有限公司董事长                                                         | [ 41 ] |
| 朱江洪 | 本科 | 1965-1970 | 机械工程系                 | 热处理               | 曾任格力电器集团董事长、总裁 | [ 42 ] |
| 张海明 | 本科 | 1972-？   | 重化工系                   | 无机化工             | 美国AEM控股集团董事长，AEM科技（苏州）有限公司董事长                                                                               | [ 43 ] |
| 张海明 | 硕士 | 1978-1981 | 无机非金属材料科学与工程系 | 材料科学与工程       | 美国AEM控股集团董事长，AEM科技（苏州）有限公司董事长                                                                               | [ 43 ] |
| 刘志宏 | 本科 | 1975-？   | 无线电工程系               | 未知                 | 概伦电子科技有限公司董事长兼总裁，曾任益华电脑科技股份有限公司副总裁                                                               | [ 44 ] |
| 李东生 | 本科 | 1978-1982 | 无线电工程系               | 无线电技术           | TCL科技集团董事长兼首席执行官，TCL集团创办人，全国工商联副主席                                                                     | [ 45 ] |
| 黄宏生 | 本科 | 1978-1982 | 无线电工程系               | 无线电技术           | 南京金龙客车制造有限公司董事长、开沃新能源汽车董事长，创维集团创始人、原创维集团兼创维控股董事局主席。                             | [ 45 ] |
| 陈伟荣 | 本科 | 1978-1982 | 无线电工程系               | 无线电技术           | 天利控股集团有限公司董事局主席，深圳市亿通科技有限公司创始人，康佳集团前董事局副主席、党委书记、总裁                               | [ 45 ] |
| 霍东龄 | 本科 | 1978-1982 | 无线电工程系               | 无线电技术           | 京信通信系统控股有限公司董事局主席                                                                                                 | [ 46 ] |
| 张跃军 | 本科 | 1978-1982 | 无线电工程系               | 无线电技术           | 京信通信系统控股有限公司董事局副主席、总裁兼执行董事                                                                               | [ 46 ] |
| 梁伟   | 本科 | 1978-1982 | 无线电工程系               | 无线电技术           | 德生通用电器制造有限公司董事长 | [ 47 ] |
| 易贤忠 | 本科 | 1978-1982 | 无线电工程系               | 无线电技术           | 七喜电脑有限公司创始人，曾任七喜控股股份有限公司董事长、总经理                                                                     | [ 48 ] |
| 麦伯良 | 本科 | 1978-1982 | 机械工程一系               | 机械制造             | 中国国际海运集装箱（集团）股份有限公司总裁                                                                                         | [ 49 ] |
| 潘泽明 | 本科 | 1978-1982 | 机械工程二系               | 锻压与冲压工艺及设备 | 广东万家乐燃气具有限公司总经理、广东联塑家居建材有限公司总经理                                                                     | [ 50 ] |
| 刘志江 | 本科 | 1978-1982 | 高分子材料科学与工程系     | 胶凝材料             | 曾任天津水泥工业设计研究院院长、中国中材集团有限公司总经理、中国建材集团有限公司党委书记、副董事长                                 | [ 51 ] |
| 方贵权 | 本科 | 1978-1982 | 轻化工系                   | 微生物工程           | 曾任珠江啤酒集团有限公司董事长、总经理                                                                                             | [ 52 ] |
| 谢明   | 本科 | 1978-1982 | 无线电工程系               | 半导体器件与材料     | 美国科进公司董事会主席、CEO，南加州大学（USC）校董                                                                                 | [ 53 ] |
| 毕亚雄 | 本科 | 1978-1982 | 电力系                     | 电力系统及自动化     | 中国南方电网有限责任公司副总经理；曾任葛洲坝水力发电厂厂长、中国长江电力股份有限公司总经理、党委书记，中国长江三峡集团公司副总经理 | [ 54 ] |
| 简伟文 | 本科 | 1979-1983 | 机械工程二系               | 锻压工艺及设备       | 南海奔达模具有限公司董事长，曾任广东伊立浦电器股份有限公司董事长，伊立浦电器创始人                                                 | [ 55 ] |
| 简伟文 | 硕士 | 1985-1988 | 机械工程二系               | 压力加工             | 南海奔达模具有限公司董事长，曾任广东伊立浦电器股份有限公司董事长，伊立浦电器创始人                                                 | [ 55 ] |
| 何晓庆 | 本科 | 1980-1984 | 机械工程一系               | 机械制造与自动化     | 奇瑞汽车股份有限公司副总经理，曾任奇瑞捷豹路虎汽车有限公司董事长                                                                   | [ 56 ] |
| 莫天全 | 本科 | 1981-1984 | 机械工程一系               | 机械制造             | 房天下控股、中指控股有限公司董事长，广西工商联副主席，第十三届全国政协外事委员会委员，搜房网创办人                                 | [ 57 ] |
| 黄建平 | 本科 | 1981-1985 | 无机非金属材料科学与工程系 | 陶瓷                 | 广东唯美陶瓷有限公司董事长兼总裁，中国建筑卫生陶瓷协会副会长                                                                       | [ 58 ] |
| 罗飞   | 本科 | 1981-1985 | 轻化工程系                 | 生物化工             | H&H（健合）集团主席，合生元制药（中国）有限公司总裁，合生元联合创始人                                                              | [ 59 ] |
| 罗飞   | 硕士 | 1985-1987 | 食品工程系                 | 工业发酵             | H&H（健合）集团主席，合生元制药（中国）有限公司总裁，合生元联合创始人                                                              | [ 59 ] |
| 莫道明 | 本科 | 1982-1986 | 化工机械系                 | 塑料机械             | 广州昊源集团有限公司董事长，广东实验中学附属天河学校董事长，华南理工大学公共政策研究院理事会理事长                                 | [ 60 ] |
| 莫道明 | 硕士 | 1986-1989 | 管理工程系                 | 工业管理工程         | 广州昊源集团有限公司董事长，广东实验中学附属天河学校董事长，华南理工大学公共政策研究院理事会理事长                                 | [ 60 ] |
| 梁昭贤 | 本科 | 1983-1987 | 社会科学系                 | 工业经济             | 格兰仕集团执行总裁 | [ 61 ] |
| 李华   | 本科 | 1983-1987 | 机械工程一系               | 机械制造与自动化     | 卓越集团创办人，卓越置业集团有限公司董事长                                                                                         | [ 62 ] |
| 陈东锋 | 本科 | 1983-1987 | 无线电工程系               | 无线电技术           | 恒大集团副总裁，曾任宝洁公司（大中华区）信息与决策解决方案部总监、万科集团副总裁                                                   | [ 63 ] |
| 陈东锋 | 硕士 | 1987-1990 | 无线电工程系               | 无线电与自动控制     | 恒大集团副总裁，曾任宝洁公司（大中华区）信息与决策解决方案部总监、万科集团副总裁                                                   | [ 63 ] |
| 鲁楚平 | 本科 | 1984-1988 | 自动化系                   | 自动控制             | 大洋电机股份有限公司董事长 | [ 64 ] |
| 张銮   | 本科 | 1984-1988 | 食品工程系                 | 食品工程             | 天地壹号饮料股份有限公司副董事长、党支部书记                                                                                       | [ 65 ] |
| 李卫忠 | 本科 | 1986-1990 | 机械工程二系               | 金属材料及热处理     | 广州市拓璞电器发展有限公司董事长兼总裁                                                                                             | [ 66 ] |
| 李卫忠 | 硕士 | 1993-1996 | 机电工程系                 | 金属材料及热处理     | 广州市拓璞电器发展有限公司董事长兼总裁                                                                                             | [ 66 ] |
| 沈晖   | 本科 | 1987-1991 | 建筑工程系                 | 工程力学             | 威马汽车创始人、董事长兼CEO，曾任吉利汽车副总裁、沃尔沃汽车全球高级副总裁                                                          | [ 67 ] |
| 康敬伟 | 本科 | 1987-1991 | 无线电工程系               | 电子工程             | 科通芯城集团创始人、首席执行官 | [ 68 ] |
| 姚振华 | 本科 | 1988-1992 | 食品工程系                 | 食品工程             | 宝能投资集团董事长 | [ 69 ] |
| 姚振华 | 本科 | 1988-1992 | 工商管理学院               | 工业管理工程         | 宝能投资集团董事长 | [ 69 ] |
| 张志东 | 硕士 | 1993-1996 | 计算机系                   | 计算机组织与系统结构 | 腾讯主要创办人、终身荣誉顾问，腾讯学院荣誉院长，曾任腾讯首席技术官                                                                 | [ 70 ] |
| 张颖   | 硕士 | ？-1997   | 电子与信息学院             | 通信与电子系统       | 世纪龙信息网络有限公司（21CN）总裁                                                                                                 | [ 71 ] |
| 梁捷   | 本科 | 1994-1998 | 计算机科学与工程系         | 计算机科学与技术     | UC优视联合创始人，技术总裁 | [ 72 ] |
| 陈磊华 | 本科 | 1995-1999 | 计算机科学与工程系         | 计算机科学与技术     | 盈世Coremail创始人、总裁，163邮箱的主要开发者                                                                                      | [ 73 ] |
| 何小鹏 | 本科 | 1995-1999 | 计算机科学与工程系         | 计算机科学与技术     | 小鹏汽车董事长，UC优视联合创始人，曾任UC优视总裁、阿里移动事业群总裁、阿里游戏董事长                                               | [ 74 ] |
| 曾毓群 | 硕士 | 1997-2001 | 电子与信息学院             | 电子与信息工程       | ATL新能源科技有限公司总裁兼CEO，宁德时代新能源科技股份有限公司董事长、创始人                                                       | [ 75 ] |
| 雷小亮 | 本科 | 2000-2004 | 工业装备与控制工程学院     | 过程装备与控制工程   | 北京陌陌科技有限公司联合创始人及产品总监                                                                                           | [ 76 ] |
| 曾庆洪 | 博士 | 2002-2005 | 工商管理学院               | 管理科学与工程       | 广汽集团董事长、党委书记 | [ 77 ] |
| 李森和 | 本科 | 2002-2006 | 计算机科学与工程学院       | 计算机科学与技术     | ZAKER创始人兼CEO | [ 78 ] |
| 李志威 | 本科 | 2004-2008 | 软件学院                   | 软件工程             | 北京陌陌科技有限公司联合创始人及首席技术官                                                                                         | [ 76 ] |
| 张伟雄 | 硕士 | 2005-2006 | 工商管理学院               | EMBA                 | 宏佳伟业发展董事长，广州市一汽巴士董事长                                                                                           | [ 79 ] |
| 潘力   | 本科 | 未知      | 电力系                     | 未知                 | 曾任广东省粤电集团有限公司董事长、广东电力发展股份有限公司董事长                                                                   | [ 80 ] |

### 金融界
| 姓名   | 层次 | 就读时间  | 学院/系/所   | 专业             | 简介、主要经历                                                                                                 | 来源   |
| ------ | ---- | --------- | ------------ | ---------------- | --- | ------ |
| 成思危 | 本科 | 1952-1954 | 化工系       | 无机             | 经济学家，中国民主建国会中央委员会前主席，第九、十届全国人民代表大会常务委员会副委员长，“中国风险投资事业之父” | [ 81 ] |
| 郑利平 | 本科 | 1978-1982 | 机械工程一系 | 机械制造         | 亚洲开发银行中西亚局首席城市发展专家、南亚局高级顾问，曾任中共云浮市委书记、市人大常委会主任                   | [ 82 ] |
| 胡哲一 | 本科 | 1978-1982 | 自动化系     | 化工自动化及仪表 | 曾任国务院研究室宏观经济研究司司长、中国建设银行副行长                                                         | [ 83 ] |
| 赵桂萍 | 本科 | 1981-1985 | 自动化系     | 自动控制         | 广发期货有限公司董事长，广发金融交易（英国）有限公司董事长，广东证券期货业协会副会长，曾任广发证券副总裁       | [ 84 ] |
| 赵桂萍 | 硕士 | 1987-1990 | 自动化系     | 自动控制         | 广发期货有限公司董事长，广发金融交易（英国）有限公司董事长，广东证券期货业协会副会长，曾任广发证券副总裁       | [ 84 ] |
| 杨敏   | 本科 | 1985-1988 | 机械工程一系 | 机械制造与自动化 | 澳中财富集团董事局主席                                                                                         | [ 85 ] |
| 丁安华 | 硕士 | 1986-1989 | 管理工程系   | 管理科学与工程   | 招商证券首席经济学家，曾任招商证券股份有限公司董事、副总裁                                                     | [ 86 ] |
| 黄海琴 | 硕士 | ？-2000   | 工商管理学院 | MBA              | 农银国际控股有限公司总裁                                                                                       | [ 87 ] |
| 高以成 | 硕士 | 2000-2003 | 工商管理学院 | MBA              | 逢时资本管理有限公司CEO，曾任海尔集团副总裁、好孩子集团执行总裁                                                | [ 88 ] |
| 高以成 | 博士 | 2006-2011 | 工商管理学院 | 企业管理         | 逢时资本管理有限公司CEO，曾任海尔集团副总裁、好孩子集团执行总裁                                                | [ 88 ] |

### 学界
| 姓名   | 层次   | 就读时间  | 学院/系/所                 | 专业                   | 简介、主要经历 | 来源    |
| ------ | ------ | --------- | -------------------------- | ---------------------- | --- | ------- |
| 姜中宏 | 本科   | 1952-1953 | 化工系                     | 未知                   | 无机非金属材料专家，中国科学院院士，华工材料学院光电通讯材料所所长 | [ 89 ]  |
| 党鸿辛 | 本科   | 1952-1953 | 化工系                     | 未知                   | 材料及机械摩擦、磨损与润滑专家，中国科学院院士，中国科学院兰州化学物理研究所研究员，中国摩擦学学科的开拓者与学术带头人之一                                                                                     | [ 90 ]  |
| 容柏生 | 本科   | 1952-1953 | 土木工程系                 | 工民建                 | 建筑结构专家，中国工程院院士、中国工程勘察设计大师，广东省建筑设计研究院终身荣誉总工程师 | [ 91 ]  |
| 孟执中 | 本科   | 1952-1956 | 电讯系                     | 无线电广播及通讯       | 氣象衛星专家，中国工程院院士，风云一号卫星及风云三号卫星总设计师，曾任上海航天局科技委副主任、研究员 | [ 92 ]  |
| 饶维纯 | 本科   | 1953-1958 | 建筑工程系                 | 建筑学                 | 建筑学家，全国设计大师，云南省设计院总设计师、高级建筑师，云南工学院副教授 | [ 93 ]  |
| 张佑启 | 本科   | 1954-1958 | 土木工程系                 | 工民建                 | 计算力学、土木工程专家，英国皇家工程院院士、中国科学院院士、香港工程科学院创院院士，华南理工大学建筑学院城市建设研究中心主任，香港大学校长特别顾问，曾任香港大学副校长                                         | [ 94 ]  |
| 何鏡堂 | 本硕   | 1956-1965 | 建筑工程系                 | 建筑学                 | 建筑学家，中国工程院院士，中国工程勘察设计大师，华南理工大学建筑学院名誉院长，华南理工大学建筑设计研究院董事长                                                                                                 | [ 95 ]  |
| 刘焕彬 | 本科   | 1960-1965 | 造纸工艺系                 | 制浆造纸工程           | 制浆造纸工程专家，俄罗斯工程院外籍院士，中国造纸学会理事，曾任华南理工大学校长 | [ 96 ]  |
| 刘焕彬 | 硕士   | 1977-1978 | 自动化系                   | 化工过程测量与自动控制 | 制浆造纸工程专家，俄罗斯工程院外籍院士，中国造纸学会理事，曾任华南理工大学校长 | [ 96 ]  |
| 陈年强 | 本科   | 1964-1969 | 造船系                     | 船体                   | 曾任华南理工大学副校长、湛江海洋大学党委书记、广东工业大学党委书记 | [ 97 ]  |
| 王迎军 | 本科   | 1975-1978 | 无机化工系                 | 无机非金属材料         | 生物材料科学与工程专家，中国工程院院士，华南理工大学国家人体组织功能重建工程技术研究中心主任，兼任中国生物材料学会理事长；曾任华南理工大学校长、党委书记                                                       | [ 98 ]  |
| 王迎军 | 硕士   | 1978-1981 | 无机非金属材料科学与工程系 | 无机非金属材料         | 生物材料科学与工程专家，中国工程院院士，华南理工大学国家人体组织功能重建工程技术研究中心主任，兼任中国生物材料学会理事长；曾任华南理工大学校长、党委书记                                                       | [ 98 ]  |
| 王迎军 | 博士   | ?-1997    | 材料科学与工程学院         | 无机非金属材料         | 生物材料科学与工程专家，中国工程院院士，华南理工大学国家人体组织功能重建工程技术研究中心主任，兼任中国生物材料学会理事长；曾任华南理工大学校长、党委书记                                                       | [ 98 ]  |
| 高志清 | 本科   | 1975-1978 | 造船系                     | 船舶设计与制造         | 曾任湛江海洋大学党委副书记兼纪委书记、广东医学院党委书记、仲恺农业工程学院党委书记 | [ 99 ]  |
| 高志清 | 硕士   | 1988-1991 | 管理工程系                 | 管理科学与工程         | 曾任湛江海洋大学党委副书记兼纪委书记、广东医学院党委书记、仲恺农业工程学院党委书记 | [ 99 ]  |
| 高志清 | 硕士   | 1998-2001 | 建筑学院                   | 建筑与土木工程         | 曾任湛江海洋大学党委副书记兼纪委书记、广东医学院党委书记、仲恺农业工程学院党委书记 | [ 99 ]  |
| 瞿金平 | 本科   | 1978-1981 | 化工机械系                 | 塑料机械               | 轻工机械工程专家，中国工程院院士，华南理工大学聚合物新型成型装备国家工程研究中心和聚合物成型加工工程教育部重点实验室主任、教授，兼任中国轻工机械协会副理事长、广东省机械工程学会理事长                         | [ 100 ] |
| 瞿金平 | 硕士   | 1984-1987 | 化工机械系                 | 轻工机械               | 轻工机械工程专家，中国工程院院士，华南理工大学聚合物新型成型装备国家工程研究中心和聚合物成型加工工程教育部重点实验室主任、教授，兼任中国轻工机械协会副理事长、广东省机械工程学会理事长                         | [ 100 ] |
| 苏志武 | 本科   | 1978-1982 | 无线电工程系               | 无线电技术             | 江西泰豪动漫职业学院校长，曾任中国传媒大学校长、党委书记 | [ 101 ] |
| 侯一钊 | 本科   | 1978-1982 | 应用数学系                 | 应用数学               | 应用数学家，美国国家科学院院士，加州理工学院终身教授 | [ 102 ] |
| 孙大文 | 本科   | 1978-1982 | 化工机械系                 | 塑料机械及加工         | 食品工程专家，爱尔兰皇家科学院院士、欧洲科学院院士、国际食品科学院院士、英国皇家农业工程院院士，爱尔兰国立都柏林大学终身教授                                                                                   | [ 103 ] |
| 孙大文 | 硕士   | 1982-1985 | 化工机械系                 | 轻工机械               | 食品工程专家，爱尔兰皇家科学院院士、欧洲科学院院士、国际食品科学院院士、英国皇家农业工程院院士，爱尔兰国立都柏林大学终身教授                                                                                   | [ 103 ] |
| 孙大文 | 博士   | 1985-1988 | 化工系                     | 传热与节能             | 食品工程专家，爱尔兰皇家科学院院士、欧洲科学院院士、国际食品科学院院士、英国皇家农业工程院院士，爱尔兰国立都柏林大学终身教授                                                                                   | [ 103 ] |
| 唐本忠 | 本科   | 1978-1982 | 高分子材料科学与工程系     | 高分子                 | 高分子化学家，中国科学院院士，香港科技大学讲座教授、香港中文大学（深圳）理工学院院长 | [ 104 ] |
| 刘琪瑾 | 本科   | 1978-1982 | 化学工程二系               | 微生物工程             | 华南理工大学党委副书记、纪委书记 | [ 105 ] |
| 姚莉   | 本科   | 1978-1982 | 化学工程二系               | 制浆造纸工程           | 职业教育家、慈善家，百年农工子弟职业学校创始人、理事长，中国职业技术教育学会副会长，曾任中国包装纸张进出口公司总经理                                                                                           | [ 106 ] |
| 姚莉   | 硕士   | 1984-1987 | 轻化工程系                 | 制浆造纸工程           | 职业教育家、慈善家，百年农工子弟职业学校创始人、理事长，中国职业技术教育学会副会长，曾任中国包装纸张进出口公司总经理                                                                                           | [ 106 ] |
| 赵汝和 | 本硕博 | 1978-1987 | 化学工程二系               | 制浆造纸工程           | 制浆造纸专家，不列颠哥伦比亚大学教授，英国皇家化学学会院士，加拿大查韦环境研究院首席科学家和CEO | [ 107 ] |
| 陈峰   | 本科   | 1979-1983 | 化学工程二系               | 微生物工程             | 生物工程专家，国际欧亚科学院院士、教育部“长江学者”特聘教授，曾任深圳大学高等研究院院长、北京大学工学院副院长                                                                                                   | [ 108 ] |
| 杜如虚 | 硕士   | 1980-1983 | 自动化系                   | 自动控制               | 机械制造专家，加拿大工程院院士、国际制造工程师协会Fellow、美国机械工程师协会Fellow、香港工程师协会Fellow，华南理工大学吴贤铭智能工程学院院长、教授，曾任香港中文大学精密工程研究所所长、机械工程与自动化系教授 | [ 109 ] |
| 罗和安 | 硕士   | 1980-1983 | 化学工程一系               | 化学工程               | 化学工程专家，曾任湘潭大学校长 | [ 110 ] |
| 董绍明 | 本硕   | 1980-1987 | 无机非金属材料科学与工程系 | 无机非金属材料         | 无机非金属材料专家，中国工程院院士，中国科学院上海硅酸盐研究所研究员 | [ 111 ] |
| 傅正义 | 本科   | 1980-1984 | 无机非金属材料科学与工程系 | 胶凝材料               | 无机非金属材料专家，中国工程院院士，武汉理工大学教授 | [ 112 ] |
| 傅正义 | 硕士   | 1984-1987 | 无机非金属材料科学与工程系 | 无机非金属材料         | 无机非金属材料专家，中国工程院院士，武汉理工大学教授 | [ 112 ] |
| 李海洲 | 本科   | 1980-1984 | 无线电工程系               | 无线电技术             | 语音识别及自然语言处理专家，IEEE Fellow，新加坡国立大学教授，新加坡资讯通信研究院研究部主任，百度新加坡研究中心总监                                                                                            | [ 113 ] |
| 李海洲 | 硕博   | 1984-1990 | 无线电工程系               | 通信与电子系统         | 语音识别及自然语言处理专家，IEEE Fellow，新加坡国立大学教授，新加坡资讯通信研究院研究部主任，百度新加坡研究中心总监                                                                                            | [ 113 ] |
| 曾宪川 | 本科   | 1981-1985 | 建筑学系                   | 建筑学                 | 广东省建筑设计研究院党委书记，广东省城市规划协会理事长，曾任广东省建筑设计研究院院长 | [ 114 ] |
| 倪阳   | 本科   | 1981-1985 | 建筑学系                   | 建筑学                 | 建筑学家，中国工程勘察设计大师，华工建筑设计研究院院长 | [ 115 ] |
| 倪阳   | 硕士   | 1985-1988 | 建筑设计研究院             | 建筑设计及其理论       | 建筑学家，中国工程勘察设计大师，华工建筑设计研究院院长 | [ 115 ] |
| 倪阳   | 博士   | 2009-2018 | 建筑学院                   | 建筑设计及其理论       | 建筑学家，中国工程勘察设计大师，华工建筑设计研究院院长 | [ 115 ] |
| 陈春花 | 本科   | 1982-1986 | 无线电工程系               | 未知                   | 企业文化与战略专家，北京大学国家发展研究院商学院院长；曾任华南理工大学经济与贸易学院执行院长、山东六和集团总裁、新希望六和集团联席董事长兼首席执行官                                                           | [ 116 ] |
| 吴元欣 | 硕士   | 1983-1986 | 轻化工程系                 | 工业发酵               | 曾任武汉工程大学校长、党委书记 | [ 117 ] |
| 李元元 | 硕士   | 1984-1987 | 机械工程二系               | 铸造                   | 粉末冶金和铸造专家，中国工程院院士，华中科技大学校长、党委副书记，曾任华南理工大学校长、吉林大学校长 | [ 118 ] |
| 李元元 | 博士   | ?-1998    | 机电工程系                 | 机械制造               | 粉末冶金和铸造专家，中国工程院院士，华中科技大学校长、党委副书记，曾任华南理工大学校长、吉林大学校长 | [ 118 ] |
| 章熙春 | 硕士   | 1984-1987 | 自动化系                   | 自动控制               | 华南理工大学党委书记，曾任中国科技开发院（厦门）副院长、华南理工大学副校长、珠海市人民政府副市长（挂职） | [ 119 ] |
| 章熙春 | 博士   | 2001-2005 | 电子与信息学院             | 通信与信息系统         | 华南理工大学党委书记，曾任中国科技开发院（厦门）副院长、华南理工大学副校长、珠海市人民政府副市长（挂职） | [ 119 ] |
| 李永华 | 本科   | 1985-1989 | 食品工程系                 | 制糖                   | 深圳大学副校长，曾任深圳市委党校常务副校长，在校期间为华南理工大学学生会主席 | [ 120 ] |
| 邱学青 | 硕士   | 1987-1990 | 化学工程研究所             | 环境化工               | 制浆造纸工程专家，广东工业大学校长，曾任华南理工大学副校长、华南理工大学广州学院校长 | [ 121 ] |
| 邱学青 | 博士   | 1991-1995 | 化学工程研究所             | 化学工程               | 制浆造纸工程专家，广东工业大学校长，曾任华南理工大学副校长、华南理工大学广州学院校长 | [ 121 ] |
| 陈嘉川 | 博士   | 1991-1994 | 轻化工程研究所             | 制浆造纸工程           | 制浆造纸工程专家，曾任齐鲁工业大学（山东省科学院）党委副书记、校长（院长） | [ 122 ] |
| 王双飞 | 博士   | 1992-1995 | 轻化工程研究所             | 制浆造纸工程           | 制浆造纸工程专家，中国工程院院士，广西大学教授、技术成果转化研究院院长 | [ 123 ] |
| 张清华 | 硕士   | 1992-1995 | 自动化系                   | 工业自动化             | 广东石油化工学院校长、党委书记，茂名市科协副主席 | [ 124 ] |
| 张清华 | 博士   | 2001-2004 | 自动化科学与工程学院       | 控制理论与控制工程     | 广东石油化工学院校长、党委书记，茂名市科协副主席 | [ 124 ] |
| 路福平 | 博士   | 1993-1996 | 轻工食品学院               | 发酵工程               | 生物催化工业专家，天津科技大学党委副书记、校长 | [ 125 ] |
| 胡社军 | 博士   | ?-1999    | 材料科学与工程学院         | 材料科学与工程         | 材料科学专家，广东技术师范大学天河学院院长；曾任华南师范大学党委书记、副校长，广东工业大学副校长，五邑大学党委副书记、校长                                                                                     | [ 126 ] |
| 吴清平 | 博士   | 1996-1999 | 食品与生物工程学院         | 发酵工程               | 食品安全科学技术专家，中国工程院院士，广东省微生物研究所名誉所长，兼任中国食用菌协会副会长、广东省科学技术协会副主席                                                                                           | [ 127 ] |
| 罗伟其 | 博士   | ?-2000    | 电子与信息学院             | 控制理论与控制工程     | 信息技术专家，暨南大学教授，曾任广东省政协常委、广东省教育厅厅长、暨南大学副校长 | [ 128 ] |

### 文体界
| 姓名   | 层次 | 就读时间  | 学院/系/所   | 专业     | 简介、主要经历                                                                                           | 来源    |
| ------ | ---- | --------- | ------------ | -------- | --- | ------- |
| 彭新智 | 本科 | 1991-1995 | 工商管理学院 | 工业经济 | 广东知名主持人、演员，广东明大智业投资有限公司总经理                                                     | [ 129 ] |
| 劉孝生 | 本科 | 2004-2008 | 工商管理学院 | 工商管理 | 前中国男子田径队短跑运动员，曾获2009年亚洲田径锦标赛男子400米冠军                                        | [ 130 ] |
| 陈江华 | 本科 | 2004-2008 | 工商管理学院 | 工商管理 | 广东宏远篮球俱乐部助理教练，前中国男子篮球运动员、国家队队员                                             | [ 131 ] |
| 刘虹   | 本科 | 2005-2009 | 工商管理学院 | 工商管理 | 中国女子竞走运动员、国家队队员，曾获2016年里约奥运会女子20公里竞走比赛冠军                               | [ 132 ] |
| 刘虹   | 硕士 | 2009-2014 | 公共管理学院 | 公共管理 | 中国女子竞走运动员、国家队队员，曾获2016年里约奥运会女子20公里竞走比赛冠军                               | [ 132 ] |
| 赵菁   | 本科 | 2005-2009 | 工商管理学院 | 工商管理 | 前中国女子游泳运动员、国家队队员，曾获2011年世界游泳錦標賽女子100米仰泳冠军                              | [ 133 ] |
| 赵菁   | 硕士 | 2009-2013 | 公共管理学院 | 行政管理 | 前中国女子游泳运动员、国家队队员，曾获2011年世界游泳錦標賽女子100米仰泳冠军                              | [ 133 ] |
| 曹臻   | 本科 | 2005-?    | 工商管理学院 | 工商管理 | 中国女子乒乓球运动员、前国家队队员，曾获2011年世界乒乓球锦标赛混双冠军                                   | [ 134 ] |
| 曹臻   | 硕士 | 2010-2015 | 公共管理学院 | 行政管理 | 中国女子乒乓球运动员、前国家队队员，曾获2011年世界乒乓球锦标赛混双冠军                                   | [ 134 ] |
| 宋爱民 | 硕士 | 2006-2010 | 公共管理学院 | 行政管理 | 中国女子铁饼运动员、前国家队队员，曾获2006年亚运会女子铁饼金牌                                           | [ 130 ] |
| 刘晓宇 | 本科 | 2006-?    | 工商管理学院 | 工商管理 | 中国男子篮球运动员、前国家队队员，效力于北京首钢队                                                       | [ 135 ] |
| 王征   | 本科 | 2006-2020 | 工商管理学院 | 工商管理 | 中国男子篮球运动员，效力于北京控股紫禁勇士篮球俱乐部，曾入选中国国家男子青年篮球队                       | [ 130 ] |
| 刘海陵 | 硕士 | 2007-2010 | 公共管理学院 | 行政管理 | 羊城晚报报业集团党委书记、羊城晚报社社长，曾任羊城晚报报业集团总编辑兼编辑中心主任                       | [ 137 ] |
| 张超   | 硕士 | 2009-?    | 公共管理学院 | 公共管理 | 中国男子乒乓球运动员、前国家队队员，曾获2011年世界乒乓球锦标赛混双冠军                                   | [ 134 ] |
| 季道帥 | 本科 | 2009-?    | 未知         | 未知     | 中国男子排球运动员、国家队队员，目前效力于山东体彩男排，曾任山东队、国家队队长                           | [ 138 ] |
| 劉詩雯 | 本科 | 2010-?    | 工商管理学院 | 工商管理 | 中国女子乒乓球运动员、国家队队员，中国第七位“世界乒乓球锦标赛金满贯”、女乒世界杯首位“五冠王”             | [ 134 ] |
| 陈定   | 本科 | 2011-2015 | 体育学院     | 运动训练 | 前中国男子竞走运动员、国家队队员，曾于2012年伦敦奥运会田径比赛中获得男子20公里竞走金牌，并打破奥运会纪录 | [ 139 ] |
| 陈定   | 硕士 | 2015-2018 | 体育学院     | 体育学   | 前中国男子竞走运动员、国家队队员，曾于2012年伦敦奥运会田径比赛中获得男子20公里竞走金牌，并打破奥运会纪录 | [ 139 ] |
| 蔡浩健 | 本科 | 2013-2017 | 工商管理学院 | 工商管理 | 中国男子足球运动员，曾效力于广州富力足球俱乐部；现任教于华工体育学院                                     | [ 140 ] |
| 蔡浩健 | 硕士 | 2017-2020 | 工商管理学院 | 企业管理 | 中国男子足球运动员，曾效力于广州富力足球俱乐部；现任教于华工体育学院                                     | [ 140 ] |
| 余贺新 | 本科 | 2014-2018 | 体育学院     | 运动训练 | 中国男子游泳运动员、国家队队员，曾于2015年创下男子50米蝶泳亚洲纪录                                       | [ 141 ] |
| 余贺新 | 硕士 | 2018-今   | 体育学院     | 体育学   | 中国男子游泳运动员、国家队队员，曾于2015年创下男子50米蝶泳亚洲纪录                                       | [ 141 ] |
| 黄博凯 | 本科 | 2014-2018 | 体育学院     | 运动训练 | 中国男子撑杆跳运动员、国家队队员，曾获2016年亚洲室内田径锦标赛男子撑杆跳冠军                             | [ 142 ] |
| 梁勁生 | 本科 | 2015-2019 | 体育学院     | 运动训练 | 中国男子短跑运动员、国家队队员，曾获2017年亚洲田径锦标赛4×100米接力第一名                                | [ 142 ] |
| 梁勁生 | 硕士 | 2019-今   | 体育学院     | 体育学   | 中国男子短跑运动员、国家队队员，曾获2017年亚洲田径锦标赛4×100米接力第一名                                | [ 142 ] |
| 梁小静 | 本科 | 2016-2020 | 体育学院     | 运动训练 | 中国女子短跑运动员、国家队队员，曾获2018年亚洲室内田径锦标赛女子60米冠军                                 | [ 143 ] |
| 梁小静 | 硕士 | 2020-今   | 体育学院     | 体育学   | 中国女子短跑运动员、国家队队员，曾获2018年亚洲室内田径锦标赛女子60米冠军                                 | [ 143 ] |
| 刘婷婷 | 本科 | 2019-今   | 体育学院     | 运动训练 | 中国女子体操运动员、国家队队长，曾获2018年世界竞技体操锦标赛女子平衡木冠军                               | [ 144 ] |
| 高尚   | 未知 | 未知      | 未知         | 未知     | 中国男子篮球运动员，效力于北京北控篮球俱乐部，曾入选中国国家男子青年篮球队                               | [ 145 ] |

## 知名教工
已在知名毕业生表中出现过的人物将不会被重复增至下表中。

### 建校初期
以下为华南工学院早期拥有的知名教授，他们在文革前被评为一、二、三级教授或工程师：

| - 一级教授 - 罗明燏：帝国理工学院博士肄业、麻省理工学院硕士，建筑、造船、飞机设计专家，华南工学院首任院长 - 陈永龄：柏林理工大学工学博士，大地测量专家，中国科学院、中国工程院两院院士，1955年与工程测绘教研组一同调往武汉参与组建武汉测绘制图学院 - 冯秉铨：哈佛大学博士，电子学专家，曾任华南工学院第一任教务长、华南工学院副院长，在1956年牵头重建电讯工程系 - 一级工程师 - 李文尧：加州理工學院博士，力学专家，从事飞机制造、空气动力学研究 - 二级教授 - 徐学澥：密歇根大学硕士，制图学专家 - 余仲奎：麻省理工学院硕士，金属材料和流体力学专家 - 朱惠照：毕业于UIUC，机械学专家 - 陈伯齐：柏林工业大学硕士，建筑学专家 - 方棣棠：毕业于巴黎大学，建筑学专家 - 周履：康奈尔大学博士，力学专家 - 林为干：加州大学伯克利分校博士，电子学专家，中国科学院院士 - 罗雄才：毕业于日本理化研究所，化学专家，曾任华南化工学院院长 - 康辛元：密歇根州立大学博士，化工专家 - 李敦化：毕业于东京帝国大学，硫酸（工业化学）专家 - 王宗和：缅因州立大学硕士，造纸专家 - 张光：麻省理工学院硕士，陶瓷专家，创办全国首个硅酸盐陶瓷及无线电陶瓷专业 - 张力田：路易斯安那州大学博士，糖品专家 - 卢文：巴黎大学和里昂大学硕士，数学专家 | - 三级教授 - 邓锡俊：慕尼黑工业大学硕士，机械专家 - 龙庆忠：毕业于东京工业大学，建筑史专家 - 符罗飞：毕业于意大利那不勒斯皇家美术学院，画家、艺术家 - 夏昌世：图宾根大学艺术史博士，建筑设计专家 - 谭天宋：毕业于哈佛大学建筑研究院，建筑设计专家 - 陆能源：普渡大学硕士，土木结构专家 - 梁绰余：康奈尔大学硕士，土木结构专家 - 黄适：毕业于俄亥俄州立大学，建筑学专家 - 邝正文：菲律宾圣托马斯大学硕士，土木结构专家 - 陈锦松：毕业于康奈尔大学，土木结构专家 - 朱士宾：毕业于上海交通大学，土木结构专家 - 邓韵秋：法国里昂大学硕士，数学家 - 郑荫：毕业于国立中山大学，物理学家 - 赵善性：毕业于广东青年会，体育学家 - 罗崧发：普渡大学硕士，土木结构专家 - 陈树功：毕业于国立中山大学，制糖专家 - 杨家智：法兰克福大学博士，化工专家 - 陈达明：毕业于清华大学，数学家 - 余蔚英：毕业于东京农业大学，食品专家 - 邓颂九：密歇根大学硕士，化工专家 - 誉文德：伊利诺伊大学硕士，化学专家 - 王孟钟：普渡大学硕士，化工专家 - 刘鸿：哥伦比亚大学博士，化工专家 - 黄星史：毕业于国立中山大学，化工专家 |

其中，除李文尧于1980年、张力田于1964年、陈树功于1960年调入外，其他教授均于1952年调入华南工学院。

## 其他知名校友

### 名誉教授
| 姓名               | 简介                                                 | 获聘时间   | 来源    |
| ------------------ | ---------------------------------------------------- | ---------- | ------- |
| 白川英树           | 化学家，日本学士院会员                               | 2001年     | [ 148 ] |
| 邓青云             | 物理学家                                             | 2002年     | [ 149 ] |
| 蔣震               | 工业家，震雄集团创办人和前董事会主席                 |            | [ 150 ] |
| 玛哈·扎克里·诗琳通 | 泰国扎克里王朝公主                                   | 2006年4月  | [ 151 ] |
| 克雷格·梅洛        | 分子医学家                                           | 2011年10月 | [ 152 ] |
| 郑永年             | 中国政治、国际关系与社会问题专家                     | 2012年3月  | [ 153 ] |
| 傅高义             | 作家、社会学家、东亚问题研究专家                     | 2013年4月  | [ 154 ] |
| 王赓武             | 历史学家、教育家                                     | 2015年8月  | [ 155 ] |
| 程正迪             | 高分子科学家，美国工程院院士                         | 2016年8月  | [ 156 ] |
| 格雷格·塞门扎      | 医学家，美国科学院、美国医学院、美国艺术与科学院院士 | 2019年10月 | [ 157 ] |

## 备注
1. ↑  中途参军
2. ↑  正式名称为：泰語：，英語：
3. ↑  因在反右运动期间被划为右派而被开除学籍
4. ↑  在校时用名：王恒生
5. ↑  为华工第一个成功跳級的学生
6. ↑  1988年休学赴澳大利亚，未毕业
7. ↑  未在规定的最长修读年限内完成学业而被退学[136]